# Rhabdatomis pueblae
Rhabdatomis pueblae är en fjärilsart som beskrevs av Max Wilhelm Karl Draudt 1919. Rhabdatomis pueblae ingår i släktet Rhabdatomis och familjen björnspinnare. Inga underarter finns listade.